# USS Honolulu (CL-48)
La USS Honolulu (Pennant number CL-48) fu un incrociatore leggero della United States Navy, ultima unità della classe Brooklyn. Entrata in servizio nel giugno del 1938, la nave fu attiva durante la seconda guerra mondiale sul fronte del Pacifico; radiata nel febbraio del 1947 e posta in riserva, fu venduta per la demolizione nel novembre del 1959.

## Storia
Impostata il 10 settembre 1935 nel cantiere Navy Yard di New York, la nave fu varata il 26 agosto 1937 con il nome di Honolulu, in onore dell'omonima città capitale delle Hawaii; madrina del varo fu Helen Poindexter, figlia del governatore delle Hawaii Joseph Poindexter. L'incrociatore entrò poi in servizio il 15 giugno del 1938 sotto il comando del capitano Oscar Smith: dopo una crociera addestrativa in Inghilterra, l'unità prese parte ad esercitazioni nel Mar dei Caraibi prima di essere assegnata alla flotta dell'oceano Pacifico, arrivando a San Pedro il 14 giugno 1939. Per tutto il 1940 fece base a Long Beach, prima di essere assegnata a Pearl Harbor il 5 novembre 1940.
Il 7 dicembre 1941 la Honolulu si trovava in porto al momento dell'attacco giapponese a Pearl Harbor: l'incrociatore fu attaccato intorno alle 9:20 dalla seconda ondata di aerei nipponici, subendo danni non gravi dall'esplosione ravvicinata di una bomba. Riparata, la nave tornò operativa il 12 gennaio 1942, venendo impiegata in operazioni di scorta a convogli navali tra gli Stati Uniti, l'Australia e le Samoa; il 29 maggio l'incrociatore fu inviato nella zona delle isole Aleutine, bombardando la guarnigione giapponese di Kiska il 7 agosto e fornendo protezione allo sbarco dei reparti americani su Adak. Rientrata a San Francisco per riparazioni di routine, la nave ripartì il 3 novembre 1942 alla volta di Numea, raggiungendo poi più tardi quello stesso mese le isole Salomone per prendere parte alla campagna di Guadalcanal: il 30 novembre la Honolulu prese parte alla battaglia di Tassafaronga, senza riportare danni; operando dalla base di Espiritu Santo, l'incrociatore partecipò sul principio del 1943 ai raid navali americani contro le unità giapponesi intente a rifornire la guarnigione di Guadalcanal (il cosiddetto "Tokyo Express"), oltre ai bombardamenti delle posizioni nemiche sull'isola di Nuova Georgia.
Alla metà del 1943 la Honolulu partecipò alle operazioni navali americane nei dintorni della Nuova Georgia: il 6 luglio 1943 l'incrociatore prese parte alla battaglia del Golfo di Kula, contribuendo ad affondare il cacciatorpediniere giapponese Niizuki, mentre il 16 luglio seguente combatté nella battaglia di Kolombangara, partecipando all'affondamento dell'incrociatore leggero Jintsu ma subendo gravi danni dopo essere stato colpito da un siluro; rientrata a Tulagi per riparazioni di emergenza, la nave fu poi inviata a Pearl Harbor, dove rimase in cantiere fino al 17 novembre 1943. Ritornata alle Salomone ai primi di dicembre, partecipò alle operazioni di bombardamento delle installazioni giapponesi sull'isola di Bougainville; nel giugno del 1944 fu inviata a prendere parte alla campagna delle isole Marianne e Palau, operando al largo delle isole di Saipan, Guam e Palau in appoggio alle forze di invasione americane. Il 12 ottobre l'incrociatore fu distaccato per fornire appoggio all'invasione americana di Leyte, nelle Filippine: il 20 ottobre, durante una missione di bombardamento, la Honolulu fu colpita dal siluro lanciato da un aereo giapponese, subendo gravi danni che la costrinsero a rientrare in patria per le riparazioni.
Arrivata a Norfolk il 20 dicembre 1944, la nave rimase in cantiere per le riparazioni fino alla conclusione delle ostilità, ritornando operativa nell'ottobre del 1945; dopo essere stata impiegata in compiti di addestramento, il 3 febbraio 1947 la nave fu radiata e posta in riserva nel porto di Filadelfia. Lo scafo fu poi venduto per la demolizione il 17 novembre 1959.